# Mistrzostwa Europy w Lekkoatletyce 1978 – bieg na 100 m kobiet

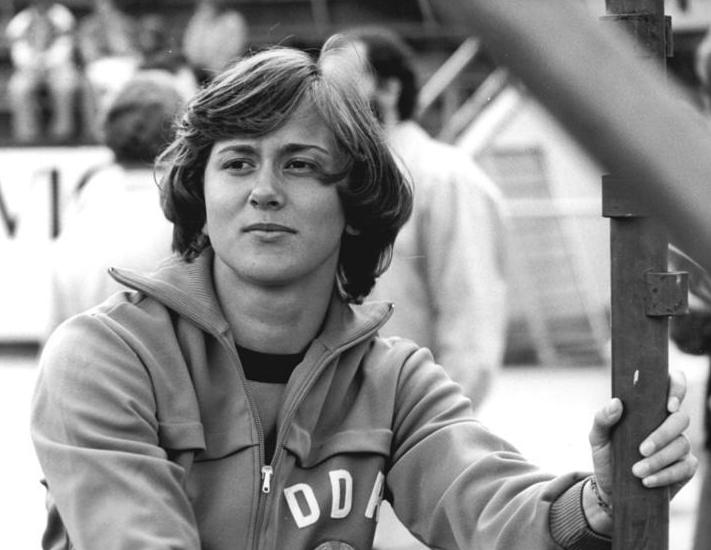
Marlies Göhr

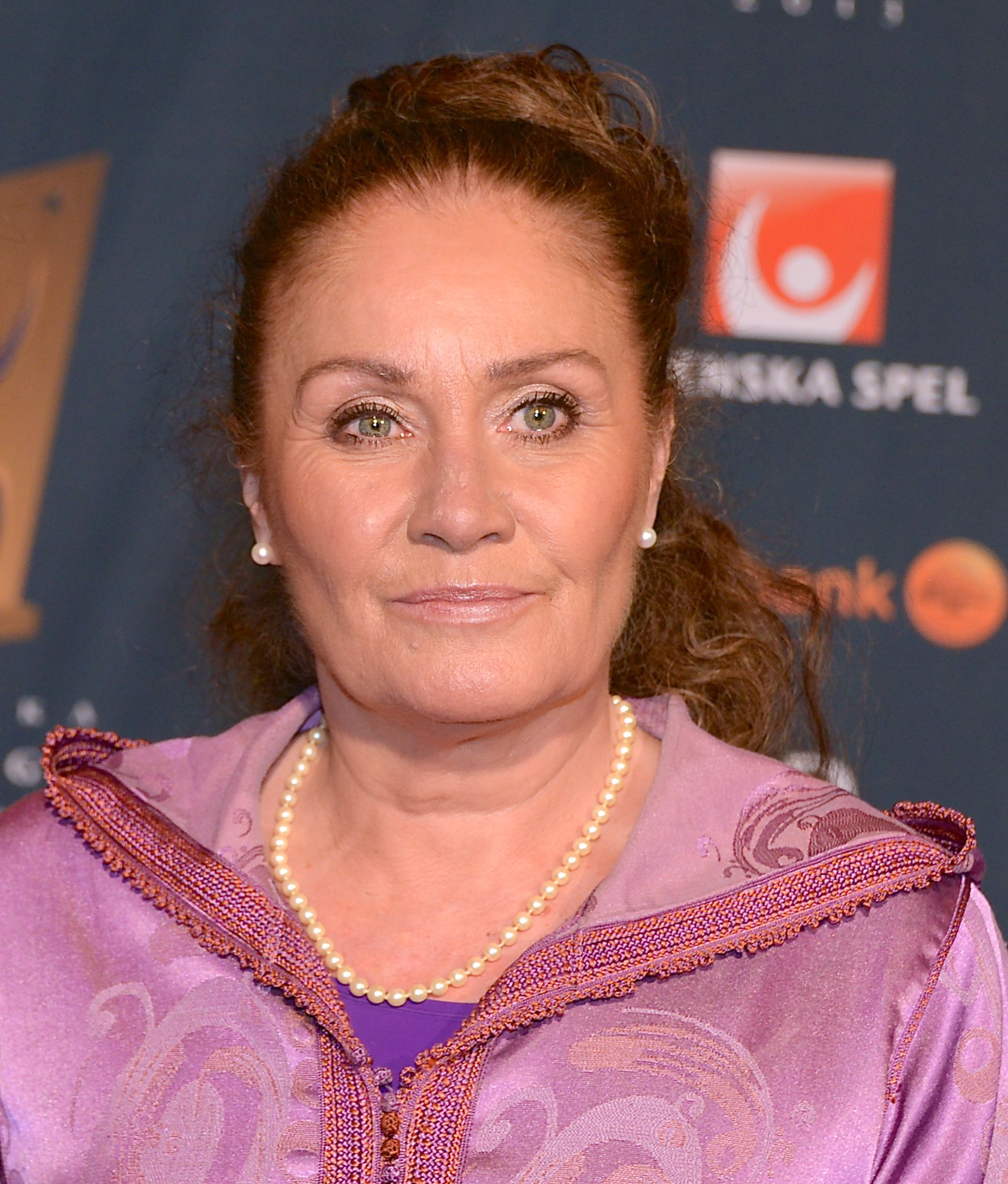
Linda Haglund w 2013

Bieg na dystansie 100 metrów kobiet był jedną z konkurencji rozgrywanych podczas XII mistrzostw Europy w Pradze. Biegi eliminacyjne zostały rozegrane 29 sierpnia, a biegi półfinałowe i bieg finałowy 30 sierpnia 1978 roku. Zwyciężczynią tej konkurencji została reprezentantka Niemieckiej Republiki Demokratycznej Marlies Göhr. W rywalizacji wzięły udział dwadzieścia trzy zawodniczki z czternastu reprezentacji.

## Rekordy
| Rekord świata     | Marlies Oelsner (GDR) | 10,88 | Drezno, NRD  | 01.07.1977 |
| Rekord Europy     | Marlies Oelsner (GDR) | 10,88 | Drezno, NRD  | 01.07.1977 |
| Rekord mistrzostw | Irena Szewińska (POL) | 11,14 | Rzym, Włochy | 03.09.1974 |

## Wyniki

### Eliminacje
Rozegrano trzy biegi eliminacyjne. Do półfinałów awansowało po pięć najlepszych zawodniczek każdego biegu eliminacyjnego (Q), a także jedna spośród pozostałych z najlepszym czasem (q).
Bieg 1
| Miejsce | Zawodniczka         | Czas  | Uwagi |
| ------- | ------------------- | ----- | ----- |
| 1       | Marlies Göhr        | 11,34 | Q     |
| 2       | Ludmiła Kondratjewa | 11,41 | Q     |
| 3       | Laura Miano         | 11,52 | Q     |
| 4       | Beverley Goddard    | 11,53 | Q     |
| 5       | Helina Laihorinne   | 11,58 | Q     |
| 6       | Annie Alizé         | 11,61 | q     |
| 7       | Elvira Possekel     | 11,82 |       |
| 8       | Tilly Verhoef       | 12,04 |       |

Bieg 2
| Miejsce | Zawodniczka         | Czas  | Uwagi |
| ------- | ------------------- | ----- | ----- |
| 1       | Ludmiła Masłakowa   | 11,23 | Q     |
| 2       | Sonia Lannaman      | 11,54 | Q     |
| 3       | Iwanka Wyłkowa      | 11,61 | Q     |
| 4       | Michelle Walsh      | 11,70 | Q     |
| 5       | Véronique Rosset    | 11,77 | Q     |
| 6       | Petra Sharp         | 11,84 |       |
| 7       | Brigitte Haest      | 11,89 |       |
| 8       | Ludmila Jimramovská | 11,91 |       |

Bieg 3
| Miejsce | Zawodniczka        | Czas  | Uwagi |
| ------- | ------------------ | ----- | ----- |
| 1       | Linda Haglund      | 11,24 | Q     |
| 2       | Chantal Réga       | 11,38 | Q     |
| 3       | Ludmiła Storożkowa | 11,38 | Q     |
| 4       | Monika Hamann      | 11,52 | Q     |
| 5       | Sofka Popowa       | 11,65 | Q     |
| 6       | Grażyna Molik      | 11,90 |       |
| 7       | Ellie Henzen       | 12,04 |       |

### Półfinały
Rozegrano dwa półfinały. Do finału awansowały po cztery najlepsze zawodniczki każdego biegu półfinałowego (Q).
Półfinał 1
| Miejsce | Zawodniczka         | Czas  | Uwagi |
| ------- | ------------------- | ----- | ----- |
| 1       | Marlies Göhr        | 11,27 | Q     |
| 2       | Linda Haglund       | 11,43 | Q     |
| 3       | Ludmiła Kondratjewa | 11,51 | Q     |
| 4       | Sonia Lannaman      | 11,54 | Q     |
| 5       | Laura Miano         | 11,71 |       |
| 6       | Véronique Rosset    | 11,80 |       |
| 7       | Sofka Popowa        | 11,87 |       |
| 8       | Annie Alizé         | 11,87 |       |

Półfinał 2
| Miejsce | Zawodniczka        | Czas  | Uwagi |
| ------- | ------------------ | ----- | ----- |
| 1       | Ludmiła Masłakowa  | 11,42 | Q     |
| 2       | Monika Hamann      | 11,47 | Q     |
| 3       | Ludmiła Storożkowa | 11,52 | Q     |
| 4       | Chantal Réga       | 11,59 | Q     |
| 5       | Beverley Goddard   | 11,72 |       |
| 6       | Iwanka Wyłkowa     | 11,80 |       |
| 7       | Helina Laihorinne  | 11,82 |       |
| 8       | Michelle Walsh     | 11,95 |       |

### Finał
| Miejsce | Zawodniczka         | Czas  | Uwagi |
| ------- | ------------------- | ----- | ----- |
| 1       | Marlies Göhr        | 11,13 | CR    |
| 2       | Linda Haglund       | 11,29 |       |
| 3       | Ludmiła Masłakowa   | 11,31 |       |
| 4       | Monika Hamann       | 11,33 |       |
| 5       | Ludmiła Storożkowa  | 11,33 |       |
| 6       | Ludmiła Kondratjewa | 11,38 |       |
| 7       | Chantal Réga        | 11,49 |       |
| 8       | Sonia Lannaman      | 11,67 |       |